# Elise Vanderelst
Elise Vanderelst (ur. 27 stycznia 1998 w Mons) – belgijska lekkoatletka, biegaczka średniodystansowa, złota medalistka halowych mistrzostw Europy w 2021.

## Osiągnięcia sportowe
Odpadła w półfinale biegu na 800 metrów na mistrzostwach świata juniorów młodszych w 2015 w Cali. Zajęła 4. miejsce na tym dystansie na mistrzostwach świata juniorów w 2016 w Bydgoszczy i 7. miejsce na mistrzostwach Europy juniorów w 2017 w Grosseto. Odpadła w eliminacjach biegu na 1500 metrów na mistrzostwach Europy w 2018 w Berlinie.
Zdobyła srebrny medal w biegu na 1500 metrów na młodzieżowych mistrzostwach Europy w 2019 w Gävle, przegrywając tylko z Jemmą Reekie z Wielkiej Brytanii. Zwyciężyła w tej konkurencji na halowych mistrzostwach Europy w 2021 w Toruniu, wyprzedzając Holly Archer z Wielkiej Brytanii i Hannę Klein z Niemiec. Odpadła w półfinale biegu na 1500 metrów na igrzyskach olimpijskich w 2020 w Tokio i eliminacjach tej konkurencji na mistrzostwach świata w 2022 w Eugene.
Byłą mistrzynią Belgii w biegu na 1500 metrów w latach 2020–2022, a także w hali na tym dystansie w 2020.
Jest aktualną (luty 2025) rekordzistką Belgii w biegu na 1000 metrów z czasem 2:35,98 (3 lipca 2021 w Heusden-Zolder), w biegu na 1500 metrów z czasem 4:01,26 (14 września 2024 w Brukseli) i w biegu na milę z czasem 4:26,09 (11 września 2022 w Zagrzebiu), a w hali rekordzistką w biegu na 1500 metrów z czasem 4:05,71 (9 lutego 2021 w Liévin) oraz w biegu na milę z czasem 4:29,31 (30 stycznia 2024 w Ostrawie).

## Rekordy życiowe
Rekordy życiowe Vanderelst:
- bieg na 800 metrów – 2:01,68 (2 lipca 2022, Heusden-Zolder)
- bieg na 800 metrów (hala) – 2:02,50 (20 lutego 2021, Ottignies-Louvain-la-Neuve)
- bieg na 1000 metrów – 2:35,98 (3 lipca 2021, Heusden-Zolder)
- bieg na 1000 metrów (hala) – 2:46,21 (25 lutego 2017, Gandawa)
- bieg na 1500 metrów – 4:01,26 (14 września 2024, Bruksela)
- bieg na 1500 metrów (hala) – 4:05,71 (9 lutego 2021, Liévin)
- bieg na milę – 4:26,09 (11 września 2022, Zagrzeb)
- bieg na milę (hala) – 4:29,31 (30 stycznia 2024, Ostrawa)